# Udayadityavarman II.
Udayadityavarman II. (gestorben 1066) war zwischen 1050 und 1066 König des Khmer-Reiches von Angkor.
Udayadityavarman folgte Suryavarman I. auf den Thron, war aber nicht dessen Sohn, sondern stammte aus der Linie der Ehefrau von König Yasovarman I. (Regierungszeit 899 bis 910). Er hing dem Shivaismus an und baute den Baphuon-Tempel, um den Gott Shiva zu ehren, doch sind einige Skulpturen auch dem Buddha gewidmet. Auch den Westlichen Baray (Wasserreservoir) in Angkor Thom ließ er fertigstellen und errichtete den Westlichen Mebon, eine künstliche Insel im Zentrum des Baray. Der Tempel Sdok Kak Thom nahe dem heutigen Aranyaprathet in der thailändischen Provinz Sa Kaeo stammt ebenfalls aus seiner Regierungszeit. Hier wurde eine umfangreiche Inschrift gefunden, die die Abfolge der Herrschaft der Khmerkönige darstellt. Die Stele steht heute im Nationalmuseum Bangkok.
Während der Regierung des Udayadityavarman wurden zahlreiche Revolten niedergeschlagen, hauptsächlich durch seinen General Sangrama. Sein Nachfolger wurde Harshavarman III.
| Vorgänger      | Amt                           | Nachfolger        |
| -------------- | ----------------------------- | ----------------- |
| Suryavarman I. | König der Khmer 1050 bis 1066 | Harshavarman III. |

| Personendaten    | Personendaten                        |
| ---------------- | ------------------------------------ |
| NAME             | Udayadityavarman II.                 |
| KURZBESCHREIBUNG | König des Khmer-Reiches von Angkor   |
| GEBURTSDATUM     | 10. Jahrhundert oder 11. Jahrhundert |
| STERBEDATUM      | 1066                                 |